# Klaus Rost
Klaus Jürgen Rost (ur. 2 marca 1940 w Witten, zm. 10 sierpnia 2023 tamże) – zachodnioniemiecki zapaśnik walczący w obu stylach. Trzykrotny olimpijczyk. Srebrny medalista z Tokio 1964; ósmy w Meksyku 1968 i trzynasty w Monachium 1972. Czwarty w stylu klasycznym w Meksyku 1968. Walczył w kategorii 68 – 70 kg.
Brązowy medalista mistrzostw świata w 1963; czwarty w 1969. Piąty na mistrzostwach Europy w 1967 roku.
Mistrz Niemiec Zachodnich w 1959, 1961, 1963, 1964, 1966, 1968-1973; trzeci w 1959. Mistrz w stylu klasycznym w 1963, 1966, 1967 i 1969; drugi w 1964, 1965, 1968 i 1979 roku.